# Bragasellus comasi
Bragasellus comasi är en kräftdjursart som beskrevs av Henry och Guy Magniez 1976. Bragasellus comasi ingår i släktet Bragasellus och familjen sötvattensgråsuggor. Inga underarter finns listade i Catalogue of Life.